# Mickaël Lopez
Pour les articles homonymes, voir Lopez.
Pas d'image ? Cliquez ici

a Compétitions nationales et continentales officielles uniquement.

b Matchs officiels uniquement.
Dernière mise à jour le 7 avril 2020.
Mickaël Lopez, né le 24 février 1987 à Luçon, est un joueur français de rugby à XV qui évolue au poste de demi de mêlée. Il compte plusieurs sélections avec l'équipe nationale d'Espagne.

## Biographie
En 2010, Mickaël Lopez signe un contrat de deux saisons avec l'US Dax.